# صورت‌چرمی
صورت‌چرمی یا لِدِرفِیس (انگلیسی: Leatherface) شخصیتی تخیلی از سری فیلم‌های کشتار با اره‌برقی در تگزاس است.
او تصویری خوفناک و منزجز کننده القا میکند ، صورت چرمی یا توماس یک مرد عظیم جثه با تداخلات روانی است . اسلحه مورد علاقه او اره برقی است و اکثرا قربانیانش را سلاخی میکند و آنهارا خام یا پخته میخورد . او علاقه دارد تا چهره اش را با ماسک که اکثرا پوست صورت قربانیانش است بپوشاند شخصیت او نمادی از شکست ناپذیری است و در هیچ کدام از پارت های فرنچایز کشتار با اره برقی در تگزاس شکست نمیخورد و دربد ترین حالت هم زهر خودش را میریزد .
به عقیده بسیاری هویت او از قاتل زنجیره ای آمریکایی ادگین الهام گرفته شده .

## داستان
توماس در شرایط بسیار فجیعی توسط مادرش زایمان شد و با مرگ مادرش اورا به سطل آشغال انداختند با تحویل دادن او به کلیسا توسط زباله گردها سالیانی را در یتیمخانه هاردلو گذراند بعد ها  ا و نزد عمویش و یک پیرزن و پیرمرد ناتنی به سر پرستی گرفته شد . توماس همواره از ظاهرش خجالت زده و بیزار بود . آن‌ها توماس را به یک سلاخ‌خانه برای کار فرستادند. طی مدتی بعد عموی توماس کلانتر محل خود را به قتل می‌رساند و خود را جای کلانتر جا می‌زند. توماس از کودکی فقط سلاخی گوشت حیوانات و بعد هم سلاخی روی انسان را یاد می‌گیرد. توماس پوست صورت قربانی‌هایش را جدا می‌کرده و از آن‌ها به عنوان ماسک استفاده می‌کرده. شخصیت صورت‌چرمی الهام گرفته از یک قاتل واقعی بنام اد گین است. توپ هویر اولین سازندهٔ این سری فیلم بوده که اولین نسخهٔ آن در سال ۱۹۷۴ ساخته شد.